# Korop (langue)
Ne doit pas être confondu avec Korop.
Le korop (ou durop, dyurop, erorup, ododop), est une langue cross river parlée au Nigeria et au Cameroun dans la région du Sud-Ouest, le département du Ndian, le long de la frontière avec le Nigeria, au nord-ouest de Mundemba.
En 2007, on dénombrait un total d'environ 17 640 locuteurs, dont 10 200 au Nigeria et 7 440 au Cameroun.